# Какао
Кака́о, или шокола́дное де́рево, или какао настоящее (лат. Theobrōma cacāo) — вид вечнозелёных деревьев из рода Теоброма (Theobroma). Ранее этот род включался в семейство Стеркулиевые (Sterculiaceae), сейчас его относят к подсемейству Byttnerioideae семейства Мальвовые (Malvaceae).
Растение происходит из субэкваториальных регионов Южной Америки, культивируется по всему свету в тропиках обоих полушарий ради получения семян, используемых в кондитерской промышленности (главным образом как основное составляющее шоколада) и в медицине. Словом «какао» также называют семена дерева какао и получаемый из них порошок; такое же название носит и сам напиток.
Для производства напитка «какао» выращивают и некоторые другие виды из рода Теоброма: Theobroma bicolor и Theobroma subincanum. Для получения горячего напитка и питательной пасты наподобие шоколада в Южной Америке возделывают ещё один вид теобромы — купуасу (Theobroma grandiflorum). Плоды всех этих растений содержат тонизирующее вещество теобромин.

## Название
Научное название рода Theobroma (др.-греч. θεόβρωμα — «пища богов») было дано Карлом Линнеем. Видовой эпитет cacao имеет ацтекское происхождение и представляет собой искажённое название семян этого растения — kakahuatl. Ацтеки же позаимствовали это слово из языка майя, а те, возможно, — у ольмеков. По другой версии, название какао (как и шоколада) было заимствовано майя из астекских языков и восходит к *kawa «яйцо», поскольку семена какао напоминают мелкие птичьи яйца.
В качестве русского названия вида, помимо слова «какао», иногда используется выражение «шоколадное дерево».

## Биологическое описание

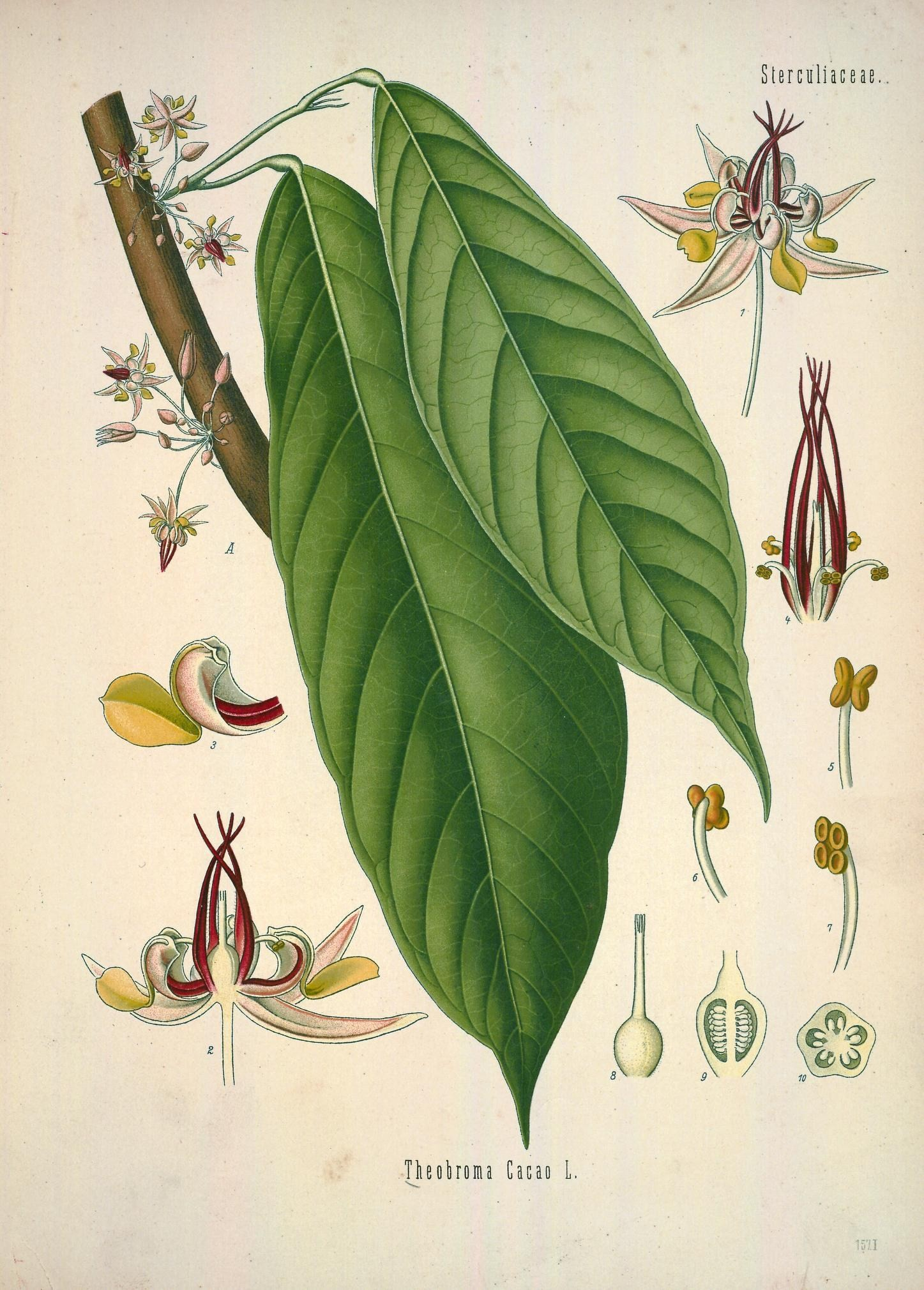
Листья и цветки.

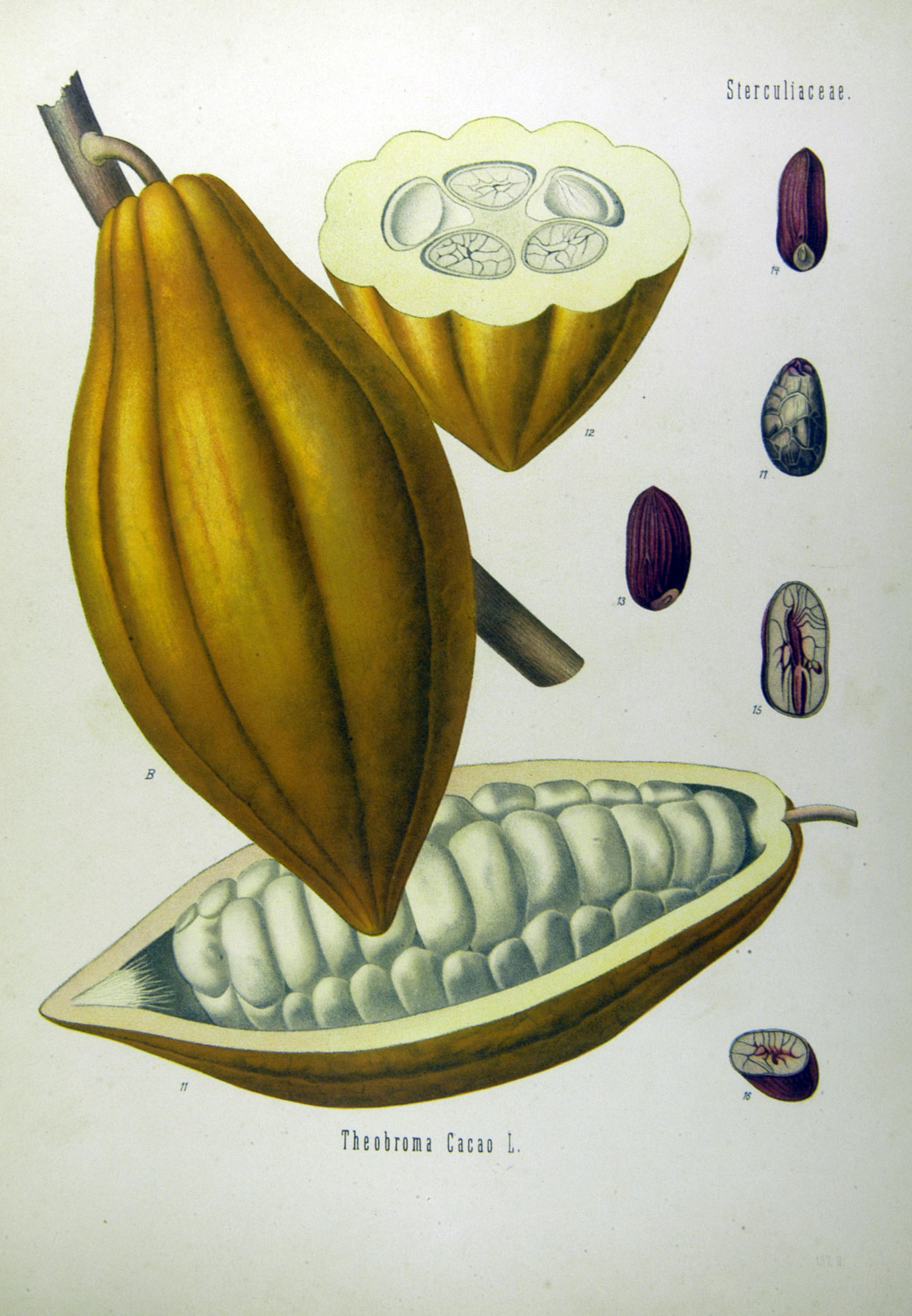
Плод и семена.

Крупное дерево, в диком виде произрастающее на побережье Мексики, в тропических лесах Центральной и Южной Америки. Достигает высоты 12 м. Ветви и листья располагаются по периферии кроны, где больше света.
Листья очерёдные, тонкие, вечнозелёные, продолговато-эллиптические, цельнокрайные.
Цветки небольшие, розовато-белые, выступающие прямо из коры и крупных ветвей дерева в виде пучков. Число частей в чашечке, венчике и гинецее в основном пятерное. Лепестки снабжены при основании вогнутыми ложкообразными расширениями, переходящими в узкую ножку, заканчивающуюся плоским, расширенным отгибом. Андроцей состоит из трёх или четырёх тычинок и из пяти стаминодиев (недоросших тычинок). Завязь содержит помногу семяпочек в каждом из пяти гнёзд.
Формула цветка: {\displaystyle \mathrm {\ast \;Ca_{(5)}\;Co_{5}\;A_{5+5^{St}}\;G_{({\underline {5}})}} }. Опыляют цветки не пчёлы, а мелкие мошки-мокрецы из подсемейства Forcipomyiinae.
Какао свойственна каулифлория — плоды крепятся не к ветвям, а непосредственно к стволу дерева. Плод крупный, ягодообразный, формой похож на лимон, но снабжён продольными бороздами, между которыми проходят валики; заключает от 20 до 60 крупных семян (какао-бобов), расположенных в несколько рядов и окружённых беловатой мякотью. Питательная ткань в них мало развита, а семядоли складчатые. Плод напоминает крупный огурец или вытянутую дыню, полностью созревает за 4 месяца.

## История какао
Исследование ДНК различных сортов какао показало, что возделывание дерева человеком началось в дождевых лесах Перу. Геномные исследования показали, что T. cacao имеет наибольшее разнообразие в регионе верхней Амазонки на северо-западе Южной Америки. Исторически какао родом из Амазонии: наиболее ранние свидетельства его возделывания найдены на стоянке Санта—Ана (Ла Флорида) (en:Santa Ana (La Florida)) древних индейцев из культуры Майо-Чинчипе — Мараньон, живших на юго-востоке Эквадора ок. 5,3 тыс. лет назад.
В Центральной Америке археологические находки сосудов со следами теобромина позволяют предположить использование этого растения прото-ольмеками начиная с XVIII века до нашей эры. Основой напитка служили не какао-бобы, а содержащая сахар мякоть плодов, из которой в тропических странах и сегодня готовят подобие браги.
Индейцы майя считали какао священным и использовали его при отправлении культа, при заключении брака, на свадебных церемониях. В искусстве майя прослеживается аналогия между плодами какао и сердцем, между жидким шоколадом и кровью (возможно, связанная с красноватым оттенком напитка). На сосудах для какао сохранились изображения богов, которые надрезают себе шею и направляют брызжущую кровь в плоды какао.
Ацтеки с XIV века почитали какао как подарок бога Кетцалькоатля. Какао ассоциировалось с землёй и с женским началом, тогда как маис — с небом и с началом мужским. Утверждалось, что во дворце правителя Несауальпилли ежегодно расходовалось 11 миллионов какао-бобов. Они использовались не для жертвоприношений, а как средство денежного расчёта и для приготовления терпкого пряного напитка, отличающегося по вкусу от известного теперь какао. Этот напиток изготовлялся из смеси воды, какао, маиса, ванили, острого перца с добавлением соли. Потреблять его имела право только элита.
Первыми из европейцев познакомились с «коричневым золотом» (в 1519 году) солдаты Кортеса. В теночтитланской сокровищнице Монтесумы II, последнего вождя ацтеков, испанцы нашли 25 000 центнеров какао, которые были собраны у населения в качестве налогов. Один раб стоил в пересчёте на эти «деньги» около 100 какао-бобов.
В произведении «Общая история дел Новой Испании» (1547—1577) Бернардино де Саагун, опираясь на сведения ацтеков о лечебных свойствах растений, привёл различные сведения о какао:

Дерево, на котором растёт какао, называется какауакауитль, у него толстые ветви, широкие листья, оно среднего размера и образует крону. Плод, который оно даёт, похож на маисовые початки, или немного крупнее, как молодой кукурузный початок. Он называется какауасинтли. У него внутри зёрна какао, они как зёрна маиса, снаружи фиолетовые, а во внутренней части ярко-красного или алого цвета, некоторые красноватые, некоторые белесоватые, некоторые голубоватые. Со временем его стали называть какао. Оно съедобно, его пьют. Когда оно свежее, если его выпить много, особенно, когда оно зелёное, то оно одурманивает людей, овладевает людьми, опьяняет людей, заставляет вращать лицо у людей, теряют сердце люди, сводит с ума людей. Но если пить умеренно, то оно восстанавливает силы и освежает, успокаивает сердце у людей, смягчает людей. Так говорят: «я пью какао, я смачиваю свои губы, я набираюсь сил».

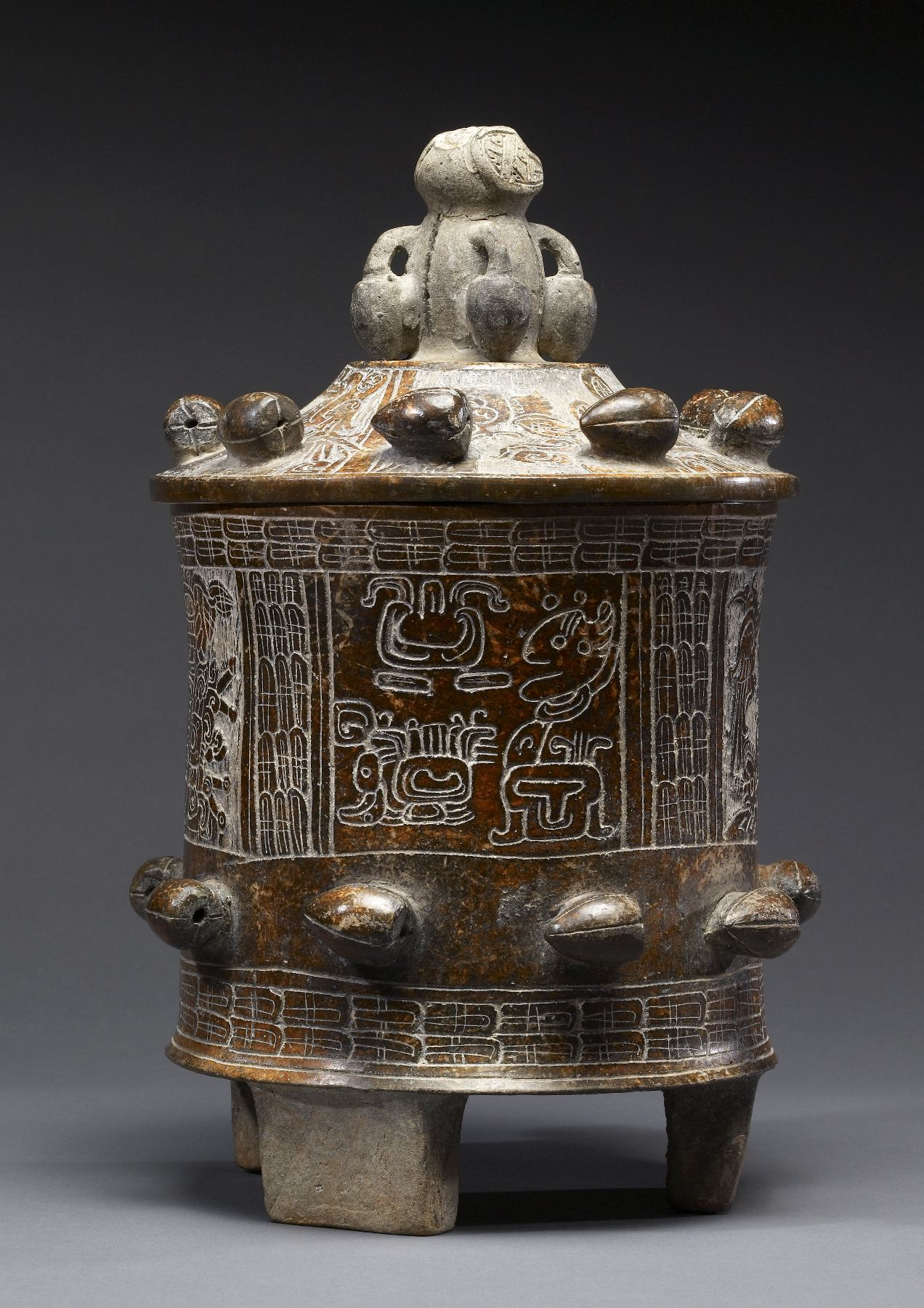
Сосуд для какао (культура майя, около IV века н. э.)

Пока какао-бобы импортировались исключительно из Месоамерики, напиток на основе какао отличался дороговизной и был доступен только «сливкам» испанского общества, включая непосредственное окружение короля Карлоса I. Поначалу какао было принято заправлять драгоценными пряностями — ванилью и корицей, которые поставляли в Европу португальские негоцианты.

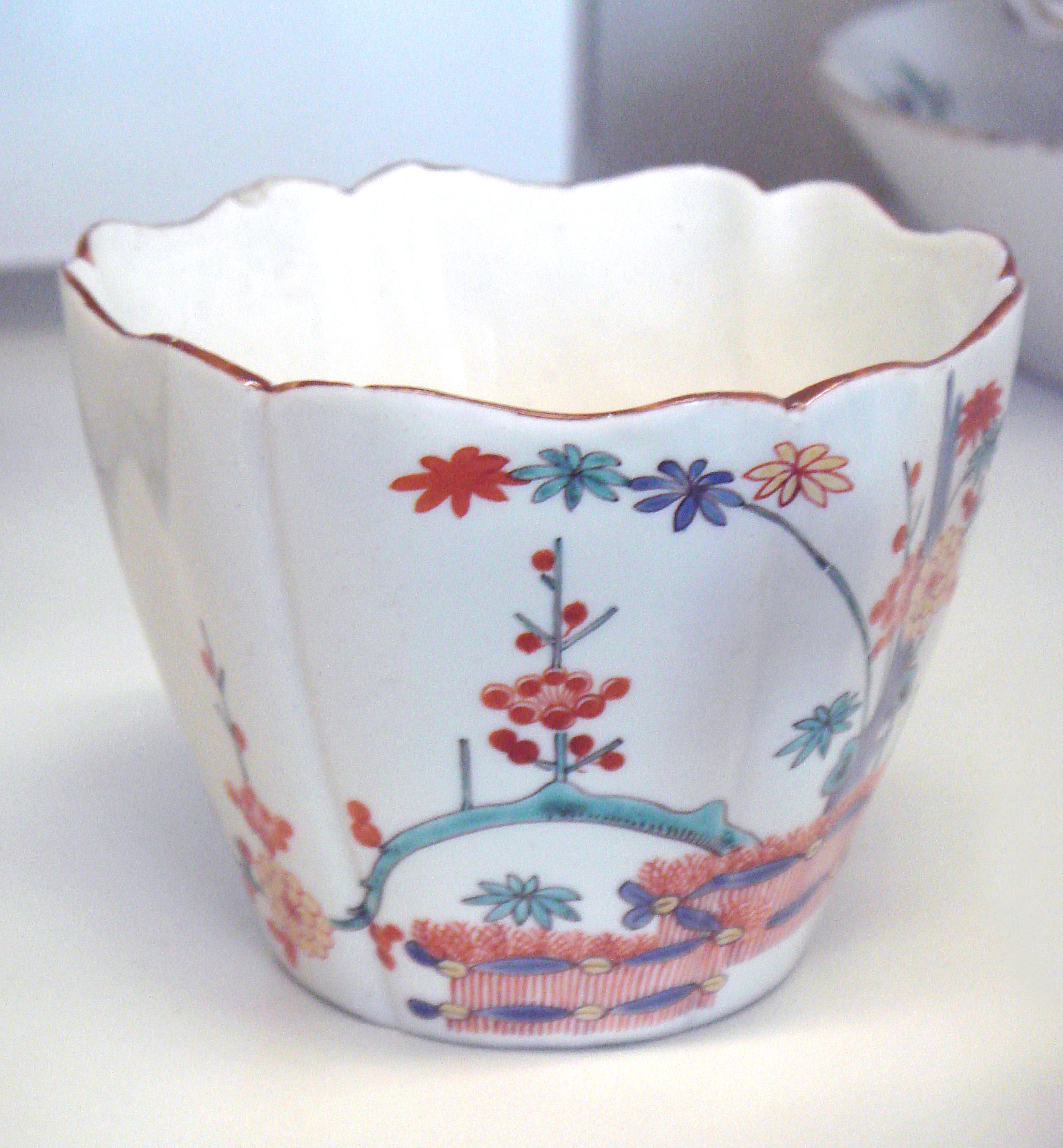
Чашка для горячего шоколада. Фарфор Шантийи, XVIII век

После того, как в напиток научились добавлять сахар, в европейских столицах XVII века распространилась мода на шоколад, как на горячий тонизирующий напиток. Кофе тогда в Европе практически не знали, а привозимый из Китая чай считался дорогой восточной диковинкой. Собственные же напитки такого типа в Европе отсутствовали. При версальском дворе Людовика XIV жидкий шоколад имел репутацию любовного снадобья.
В 1828 году голландец Конрад ван Хаутен изобрёл технологию извлечения из какао-бобов какао-масла и какао-порошка, из которых можно было получать твёрдый, или плиточный шоколад. По мере усовершенствования «голландской технологии» горячий напиток уступал свои позиции твёрдому продукту, за которым повсеместно закрепилось старое название «шоколад». Напитки на основе какао-порошка были гораздо дешевле, чем горячий шоколад прежних времён; их могла себе позволить самая широкая публика.
Чтобы удовлетворить растущие потребности европейского населения, в XVII—XIX веках шоколадное дерево возделывалось в колониях с использованием рабского труда. Изначально основными центрами производства какао были Эквадор и Венесуэла, затем им на смену пришли Белем и Салвадор в Бразилии.

## Разведение какао

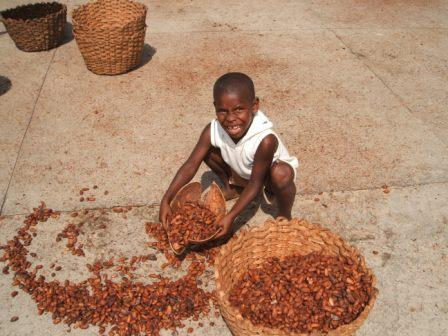
Ребёнок, перебирающий какао-бобы

Родиной какао являются дождевые леса Амазонки, но после великих географических открытий какао и кофе как бы обменялись ареалами: какао наиболее интенсивно возделывается в субэкваториальной Африке, там собирают 69 % мирового урожая бобов какао. Самый крупный производитель — Кот-д’Ивуар, на который приходится около 30 % годового урожая во всем мире. Другими крупными производителями являются (в порядке убывания): Индонезия, Гана, Нигерия, Бразилия, Камерун, Эквадор, Доминиканская республика, Малайзия и Колумбия. Наиболее низкая средняя урожайность наблюдается в Центральной Америке.
Шоколадное дерево выращивают практически во всех субэкваториальных странах, лежащих между 20º северной и южной широты. Только в этих широтах климат достаточно тёплый и влажный. Деревья какао не выносят прямого действия солнечных лучей, эта особенность учитывается на плантациях, необходимое затенение достигается смешанными посадками кокосовых пальм, банановых, каучуковых, манговых деревьев и авокадо. Частично используются и местные деревья. Таким образом, создается определённая защита от ветра, а высота деревьев ограничивается 6 метрами, что облегчает сбор урожая. Без этой меры дерево какао могло бы достигать 15 метров высоты.
В благоприятных условиях вечнозелёное дерево какао цветёт круглогодично и плодоносит круглый год. Первые цветы появляются на дереве в возрасте 5—6 лет. Плоды образуются в течение 30—80 лет. Созревая, жёлто-зелёные или красные, в зависимости от сорта, плоды достигают 30 см длины и веса до 500 грамм. В мякоти фрукта содержится до 50 бобов какао. Высокие урожаи дерево даёт, начиная с 12 года жизни. Урожай собирается два раза в год, первый раз в конце сезона дождей перед началом засух, и второй раз — перед началом сезона дождей. Первый урожай считается более качественным.
Возделывание деревьев какао — очень тяжёлый и низкооплачиваемый труд. На каждом дереве ежегодно формируются всего несколько десятков плодов (при том что цветков может быть до шести тысяч). Для получения 1 кг тёртого какао необходимо порядка 40 плодов (около 1200 какао-бобов).
Способ разведения какао отличается от континента к континенту. В Америке это преимущественно крупные плантации, тогда как в Африке — мелкие небольшие предприятия. На плантациях до сих пор используется детский труд, из-за чего закупающие какао-бобы транснациональные корпорации регулярно подвергаются критике со стороны правозащитников.
| Мировое производство какао-бобов по годам (тыс. тонн) | Мировое производство какао-бобов по годам (тыс. тонн) |
| ----------------------------------------------------- | ----------------------------------------------------- |
| 1965                                                  | 1229                                                  |
| 1970                                                  | 1543                                                  |
| 1975                                                  | 1562                                                  |
| 1980                                                  | 1671                                                  |
| 1985                                                  | 2014                                                  |
| 1990                                                  | 2532                                                  |
| 1995                                                  | 2991                                                  |
| 2000                                                  | 3372                                                  |
| 2005                                                  | 3942                                                  |
| 2006                                                  | 4310                                                  |
| 2007                                                  | 3883                                                  |
| 2008                                                  | 4228                                                  |
| 2009                                                  | 4142                                                  |
| 2010                                                  | 4231                                                  |

| Toп 15 производителей какао-бобов (тысяч тонн) Источник: Продовольственная и сельскохозяйственная организация ООН | Toп 15 производителей какао-бобов (тысяч тонн) Источник: Продовольственная и сельскохозяйственная организация ООН | Toп 15 производителей какао-бобов (тысяч тонн) Источник: Продовольственная и сельскохозяйственная организация ООН | Toп 15 производителей какао-бобов (тысяч тонн) Источник: Продовольственная и сельскохозяйственная организация ООН | Toп 15 производителей какао-бобов (тысяч тонн) Источник: Продовольственная и сельскохозяйственная организация ООН |
| Страна | 1985 | 1995 | 2005 | 2009 |
| --- | --- | --- | --- | --- |
| Кот-д’Ивуар | 555 | 1120 | 1360 | 1222 |
| Индонезия | 34 | 278 | 643 | 800 |
| Гана | 197 | 404 | 740 | 662 |
| Нигерия | 160 | 203 | 441 | 370 |
| Камерун | 118 | 134 | 178 | 226 |
| Бразилия | 431 | 297 | 209 | 218 |
| Эквадор | 131 | 85 | 94 | 120 |
| Того | 14 | 6 | 53 | 105 |
| Папуа — Новая Гвинея                                                                                              | 35 | 29 | 48 | 51 |
| Доминиканская Республика                                                                                          | 34 | 65 | 31 | 50 |
| Колумбия | 42 | 57 | 37 | 49 |
| Перу | 8 | 23 | 25 | 36 |
| Мексика | 51 | 49 | 36 | 23 |
| Венесуэла | 11 | 17 | 17 | 20 |
| Малайзия | 99 | 131 | 28 | 18 |

| Кот-д’Ивуар              | 3790 |
| Гана                     | 1770 |
| Нигерия                  | 661  |
| Эквадор                  | 620  |
| Камерун                  | 492  |
| Бельгия                  | 352  |
| Нидерланды               | 243  |
| Доминиканская Республика | 163  |
| Малайзия                 | 151  |
| Индонезия                | 87   |

## Сбор урожая и переработка

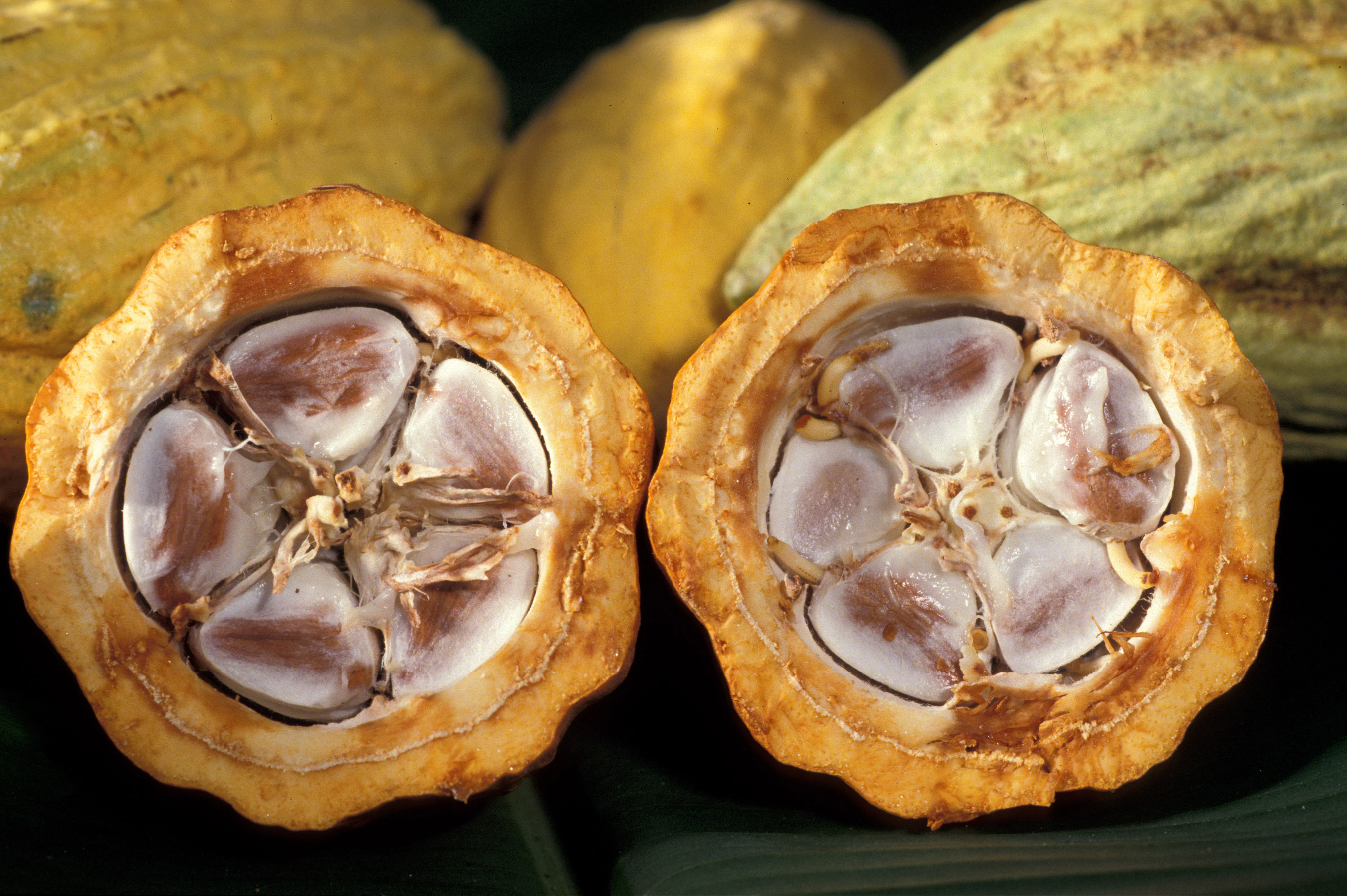
Плоды какао в разрезе

Растущие прямо из ствола дерева плоды срезаются опытными сборщиками с помощью мачете. Сбор плодов следует проводить без повреждения коры дерева во избежание инфекций.
Собранные плоды рассекаются мачете на несколько частей и раскладываются на банановых листьях или укладываются в бочки. Белая, содержащая сахар мякоть плода начинает бродить и достигает температуры 50 °C. Прорастание семян тормозится выделяющимся в процессе брожения алкоголем, при этом бобы теряют часть своей горечи. В течение этой продолжающейся 10 дней ферментации бобы получают свои типичные ароматические и вкусовые свойства и цвет.
Сушка традиционно осуществляется под лучами солнца, а в некоторых областях — из-за климатических условий — в сушильных печах. Сушка в традиционных сушильных печах, тем не менее, может привести к непригодности полученных бобов для шоколадного производства из-за вкуса дыма. Эта проблема была решена только с появлением современных теплообменных установок.
После сушки бобы теряют около 50 % своей первоначальной величины, а затем упаковываются в мешки и отправляются в производящие шоколад страны Европы и Северной Америки: 18 % мирового урожая закупают Нидерланды, 9 % — Великобритания. В странах-импортёрах бобы перерабатываются в какао тёртое, масло какао, какао-порошок, какаовеллу и т. д.

## Основные продукты из какао

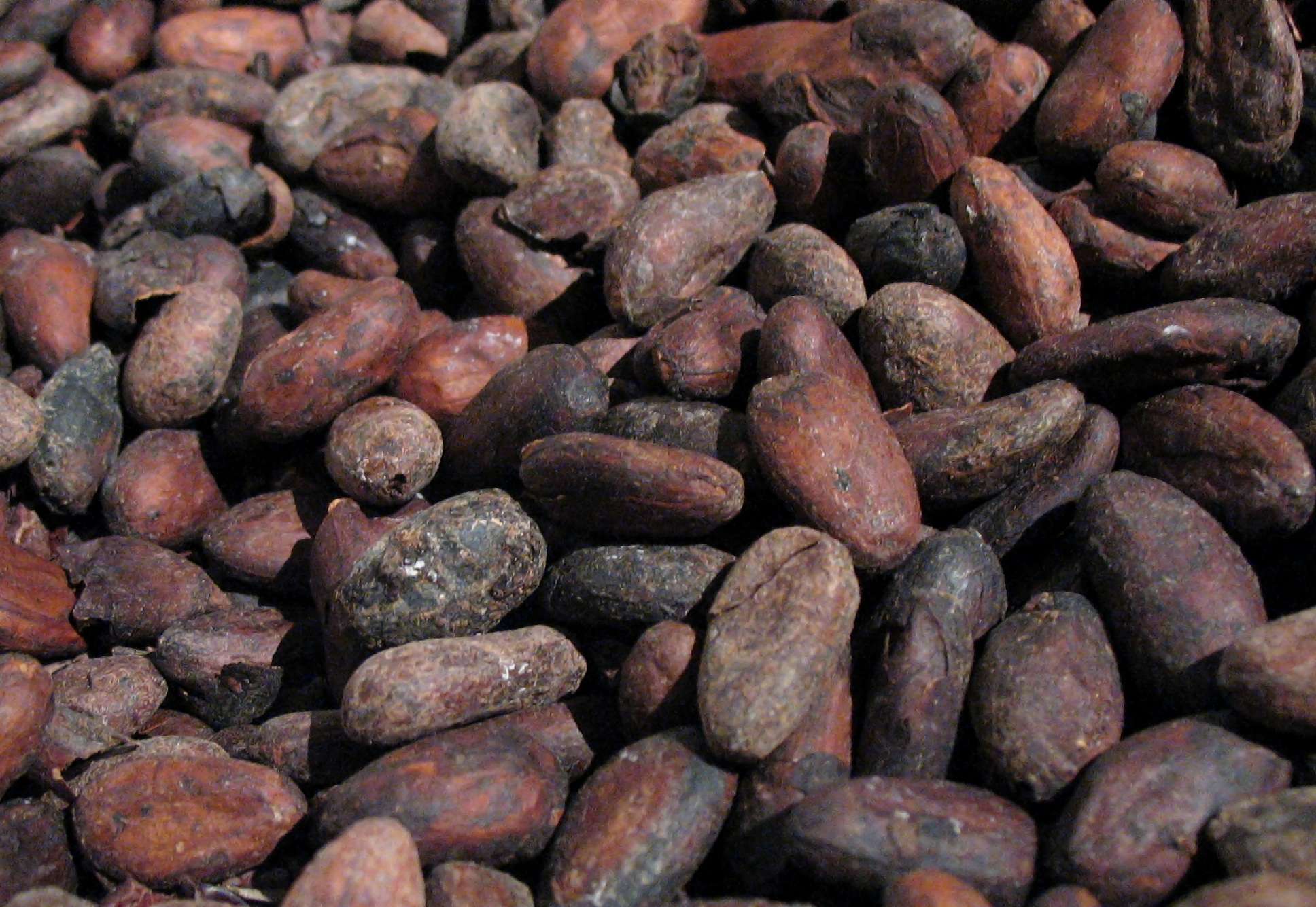
Обжаренные какао-бобы

Ценный продукт, получаемый прессованием молотых бобов, — масло какао — служит основой шоколада, а также широко используется в парфюмерии для приготовления косметических мазей и в фармакологии. Сухой остаток после прессования перемалывается и в виде какао-порошка используется для приготовления напитка какао, а также в пищевом производстве. Шелуха бобов измельчается для последующего использования в качестве корма для скота (см. какаовелла).
Жители мексиканского штата Оахака с незапамятных времён смешивают перебродившее какао с маисовой мукой для получения напитка, именуемого техате.

## Медицинские аспекты
В старину какао использовалось для лечения верхних дыхательных путей, заболеваний горла и гортани. Действие на организм большого количества какао — предмет ежегодно публикуемых исследований. Выводы, к которым приходят учёные, не всегда совпадают:

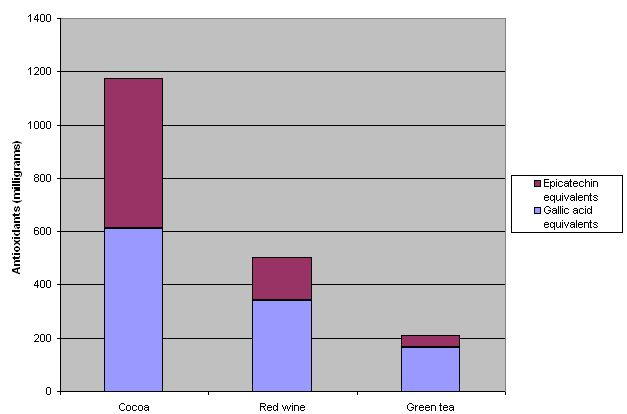
Содержание антиоксидантов в какао (слева), красном вине (в центре) и зелёном чае (справа)

- На ежегодном съезде американских кардиологов в ноябре 2006 года был представлен доклад о том, что биоактивные соединения в тёмном шоколаде с содержанием какао более чем на 70 % уменьшают склеивание тромбоцитов[20].
- Профессор Гарвардского университета Норман Голленберг в ходе сравнительных исследований[комм 3] пришёл к выводу, что содержащийся в какао эпикатехин может снизить заболеваемость четырьмя из пяти самых распространённых болезней Европы (инсульт, инфаркт миокарда, рак и диабет) почти на 10 %[21][22]. Научное общество отнеслось к этой публикации с осторожностью; для подтверждения гипотезы Голленберга понадобятся дополнительные исследования[23].
- В 2010 году в средствах массовой информации появились сообщения о пользе тёмного шоколада для людей, страдающих от болезней печени, ввиду высокого содержания в нём антиоксидантов[24]. В то же время пациентам с циррозом традиционно советуют избегать продуктов из какао[25].

Следует иметь в виду, что коммерческие какао-продукты, включая шоколад, часто содержат нездоровые примеси. Как правило, они отличаются высоким содержанием сахара, а в недорогие сорта шоколада добавляют заменители какао-масла (например, гидрогенизированное пальмовое или кокосовое масло).

## Ботаническая классификация

### Синонимы

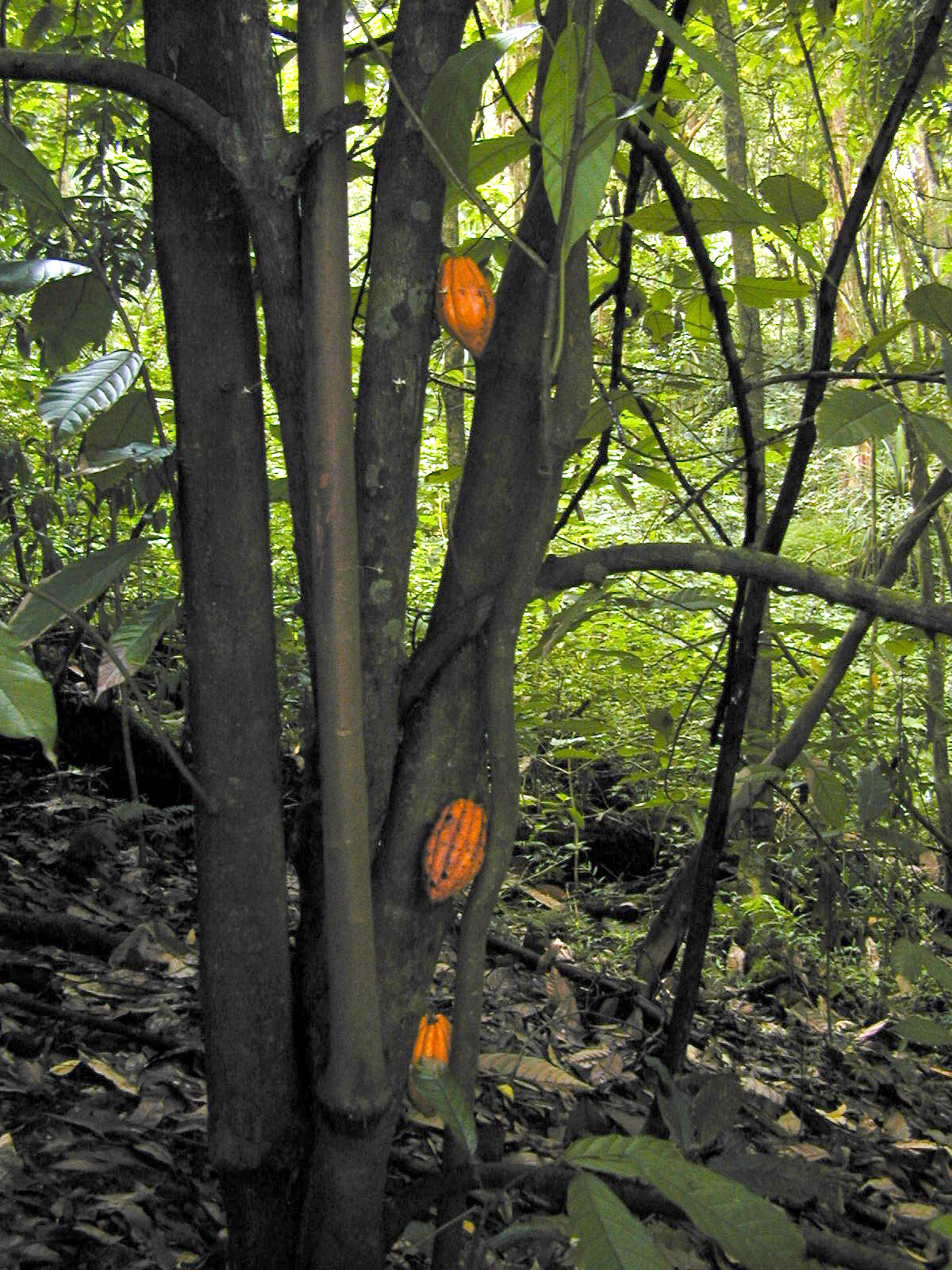
Шоколадное дерево с плодами

По данным The Plant List на 2013 год, в синонимику вида входят:
- Cacao minar Gaertn.
- Cacao minus Gaertn.
- Cacao sativa Aubl.
- Cacao theobroma Tussac
- Cacao caribaea Gaertn.
- Cacao integerrima Stokes
- Cacao kalagua De Wild.
- Cacao leiocarpum Bernoulli
- Cacao pentagonum Bernoulli
- Cacao saltzmanniana Bernoulli
- Theobroma sapidum Pittier
- Theobroma sativa (Aubl.) Lign. & Le Bey
- Theobroma sativum (Aubl.) Lign. & Bey

## Комментарии
1. ↑  Впервые выделен из какао-бобов в 1841 году А. А. Воскресенским.
2. ↑  Лишь в некоторых средиземноморских странах были знакомы с порошком рожкового дерева.
3. ↑  Голленберг сравнил имеющиеся во врачебных заключениях данные о причинах смертности в Гуна-Яле (автономная область на восточном побережье Панамы), население которой активно употребляет какао, и в граничащей с ней континентальной части Панамы за 4 года (2000—2004). Несмотря на обнаружившуюся статистическую связь между случаями сохранения здоровья и случаями употребления какао, данное открытие можно поставить под сомнение в силу различных жизненных условий исследуемых групп населения.